# Sákis Rouvás
Anastasios "Sakis" Rouvas (grego:Σάκης Ρουβάς: Corfu, 5 de Janeiro de 1972), é um cantor, ator, modelo e ex-atleta grego.
Cantor, Ator e Modelo profissional já fez vários trabalhos pelo mundo passando Estados Unidos e Todo continente Americano e Europeu. Foi eleito o homem mais bonito do mundo em 2009
Em 2004 representou a Grécia na 49ª edição do Festival Eurovisão da Canção, em Istambul, Turquia, alcançando o terceiro lugar no pódio com o hit Shake it.
Ele é ganhador de vários álbuns de platina e tem colaborado com inúmeros nomes da indústria fonográfica não só na Grécia, mas também com compositores famosos internacionalmente como Desmond Child.
Em 2006, foi apresentador do Festival Eurovisão da Canção em Atenas, juntamente com a atriz greco-americana Maria Menounos.
Em 2009, participou do concurso Eurovision com a música "This is our night", e acabou ficando em sétimo lugar no pódio.
Em setembro de 2010 Sakis Rouvas apresentou juntamente com outros artistas como Henrique Iglesias e Pamela Anderson o concurso europeu Eurovoice.